# 八城夏子
八城 夏子（やしろ なつこ、1955年1月10日 - ）は、日本の元女優。本名：佐藤 君子（さとう きみこ）。

## 来歴
神奈川県横浜市出身。はじめ「織部ゆう子」の芸名で東映映画に出演。1976年、『犯す!』において、八城夏子の名で再デビューした。同作品は長谷部安春監督作品で、脚本は『レズビアンの女王・桐かおる』も執筆した松岡清治が担当した。この映画には評論家・樋口尚文も高評価を与えている。にっかつロマンポルノ作品以外の映画・テレビドラマにも出演し、長谷部安春監督作品では、不良・暴走族役も演じる。1980年に結婚、引退した。

## フィルモグラフィ

### 映画
- 恐怖女子高校 アニマル同級生（1973年、東映）
- 犯す!（1976年、日活）[1]
- 暴行切り裂きジャック（1976年、日活）
- 東京秘密ホテル けものの戯れ（1976年、日活）
- 好色演技 濡れ濡れ（1976年、日活）
- 色情海女 乱れ壷（1976年、日活）
- 女高生（秘）白書 肉体収容所（1976年、日活）
- 学生情婦 処女の味（1976年、日活）
- レイプ25時 暴姦（1977年、日活）
- （秘）ハネムーン 暴行列車（1977年、日活）
- 性と愛のコリーダ（1977年、日活）
- （秘）温泉 岩風呂の情事（1977年、日活）
- 女子大生 ひと夏の体験（1977年、日活）
- 宇能鴻一郎のあげちゃいたいの（1978年、日活）
- おんな刑務所（1978年）
- 性愛占星術 SEX味くらべ（1978年）
- 出張トルコ また行きます（1978年、日活）
- 淫絶海女 うずく（1978年、日活）
- 皮ジャン反抗族（1978年、東映）
- 暴る!（1978年、日活）
- 希望ヶ丘夫婦戦争（1979年、日活）
- ホールインラブ 草むらの欲情（1979年、日活）
- 昼下りの女 挑発!!（1979年、日活）
- 堕靡泥の星 美少女狩り（1979年、日活）
- 宇能鴻一郎の濡れて開く（1979年、日活）
- 背徳夫人の欲情（1980年、日活）

### テレビドラマ
- 必殺シリーズ
  - 必殺からくり人・血風編 第7話「小判が眼をむく紅い闇」（1976年） - おさよ
- 大都会 PARTII 第38話「凶器が走る」（1977年）
- 大追跡 第6話「ワルは眠らせろ」（1978年）
- 大都会 PARTIII 第2話「白昼のパニック」（1978年） - 西岡もよこ
- 大江戸捜査網（東京12チャンネル / 三船プロ）
  - 第377話「罪なき必死の逃亡者」（1979年） - おしず
- 探偵物語 第8話「暴走儀式」（1979年） - 中井エミ
- 西部警察PART1第17話「地獄から還った刑事」（1980年）